# Hot in Cleveland/Episodenliste

Logo zur Serie

Diese Episodenliste enthält alle Episoden der US-amerikanischen Sitcom Hot in Cleveland, sortiert nach der US-amerikanischen Erstausstrahlung. Zwischen 2010 und 2015 entstanden in sechs Staffeln 128 Episoden mit einer Länge von jeweils etwa 23 Minuten. Episoden.

## Übersicht
| Staffel | Episodenanzahl | Erstausstrahlung USA | Erstausstrahlung USA | Deutschsprachige Erstausstrahlung | Deutschsprachige Erstausstrahlung |
| Staffel | Episodenanzahl | Staffelpremiere      | Staffelfinale        | Staffelpremiere                   | Staffelfinale                     |
| ------- | -------------- | -------------------- | -------------------- | --------------------------------- | --------------------------------- |
| 1       | 10             | 16. Juni 2010        | 18. August 2010      | 9. Mai 2012                       | 22. Mai 2012                      |
| 2       | 22             | 19. Januar 2011      | 31. August 2011      | 23. Mai 2012                      | 20. Juni 2012                     |
| 3       | 24             | 30. November 2011    | 6. Juni 2012         | 30. Oktober 2012                  | 19. Dezember 2012                 |
| 4       | 24             | 28. November 2012    | 4. September 2013    | 5. Februar 2014                   | 9. Juli 2014                      |
| 5       | 24             | 26. März 2014        | 10. September 2014   | 6. Juni 2015                      | 25. Juli 2015                     |
| 6       | 24             | 5. November 2014     | 3. Juni 2015         | 20. Februar 2016                  | 9. April 2016                     |

## Staffel 1
Die Erstausstrahlung der ersten Staffel war vom 16. Juni bis zum 18. August 2010 auf dem US-amerikanischen Fernsehsender TV Land zu sehen. Die deutschsprachige Erstausstrahlung sendete der Sender Glitz* vom 9. Mai bis zum 22. Mai 2012.
| Nr. (ges.) | Nr. (St.) | Deutscher Titel               | Originaltitel               | Erstausstrahlung USA | Deutschsprachige Erstausstrahlung (D) | Regie           | Drehbuch                            |
| ---------- | --------- | ----------------------------- | --------------------------- | -------------------- | ------------------------------------- | --------------- | ----------------------------------- |
| 1          | 1         | Gelandet                      | Pilot                       | 16. Juni 2010        | 9. Mai 2012                           | Michael Lembeck | Suzanne Martin                      |
| 2          | 2         | Wer ist deine Mama?           | Who’s Your Mama?            | 23. Juni 2010        | 9. Mai 2012                           | Andy Cadiff     | Suzanne Martin                      |
| 3          | 3         | Geburtstagsdates              | Birthdates                  | 30. Juni 2010        | 11. Mai 2012                          | Andy Cadiff     | Vanessa McCarthy                    |
| 4          | 4         | Höllenscharfer Blümchensex    | The Sex That Got Away       | 7. Juli 2010         | 14. Mai 2012                          | David Trainer   | Anne Flett-Giordano & Chuck Ranberg |
| 5          | 5         | Gute Nachbarn                 | Good Neighbors              | 14. Juli 2010        | 15. Mai 2012                          | David Trainer   | Sam Johnson & Chris Marcil          |
| 6          | 6         | Elternphobie                  | Meet the Parents            | 21. Juli 2010        | 16. Mai 2012                          | Andy Cadiff     | Liz Feldman                         |
| 7          | 7         | Die alte und die neue Melanie | It’s Not That Complicated   | 28. Juli 2010        | 17. Mai 2012                          | David Trainer   | Anne Flett-Giordano & Chuck Ranberg |
| 8          | 8         | Romeo und Julia               | The Play’s The Thing        | 4. Aug. 2010         | 18. Mai 2012                          | Gil Junger      | Sam Johnson & Chris Marcil          |
| 9          | 9         | Die Mitleidsmasche            | Good Luck Faking the Goiter | 11. Aug. 2010        | 21. Mai 2012                          | Gil Junger      | Suzanne Martin                      |
| 10         | 10        | Tornado                       | Tornado                     | 18. Aug. 2010        | 22. Mai 2012                          | Gil Junger      | Vanessa McCarthy                    |

## Staffel 2
Die Erstausstrahlung der zweiten Staffel war vom 19. Januar bis zum 31. August 2011 auf dem US-amerikanischen Fernsehsender TV Land zu sehen. Die deutschsprachige Erstausstrahlung sendete der Sender Glitz* vom 23. Mai bis zum 20. Juni 2012, wobei die 19. Episode Too Hot For TV nicht ausgestrahlt wurde. Die 21. Episode der Staffel diente als Backdoor-Pilot für die Serie The Soul Man, ein Spin-off von Hot in Cleveland.
| Nr. (ges.) | Nr. (St.) | Deutscher Titel              | Originaltitel                      | Erstausstrahlung USA | Deutschsprachige Erstausstrahlung (—) | Regie         | Drehbuch                            |
| ---------- | --------- | ---------------------------- | ---------------------------------- | -------------------- | ------------------------------------- | ------------- | ----------------------------------- |
| 11         | 1         | Schwedische Gardinen         | Free Elka                          | 19. Jan. 2011        | 23. Mai 2012                          | David Trainer | Suzanne Martin                      |
| 12         | 2         | Romantisches Familientreffen | Bad Bromance                       | 26. Jan. 2011        | 24. Mai 2012                          | David Trainer | Sam Johnson & Chris Marcil          |
| 13         | 3         | Ein Anwalt zum Verlieben     | Hot For the Lawyer                 | 2. Feb. 2011         | 25. Mai 2012                          | David Trainer | Steve Joe                           |
| 14         | 4         | Das magische Mieder          | Sisterhood of the Traveling SPANX  | 9. Feb. 2011         | 28. Mai 2012                          | David Trainer | Rachel Sweet                        |
| 15         | 5         | Zurück in L.A. – Teil 1      | I Love Lucci (1)                   | 16. Feb. 2011        | 29. Mai 2012                          | Andy Cadiff   | Chuck Ranberg & Anne Flett-Giordano |
| 16         | 6         | Zurück in L.A. – Teil 2      | I Love Lucci (2)                   | 23. Feb. 2011        | 30. Mai 2012                          | Andy Cadiff   | Chuck Ranberg & Anne Flett-Giordano |
| 17         | 7         | Lügen, Sex und Hundehaare    | Dog Tricks, Sex Flicks & Joy’s Fix | 2. März 2011         | 31. Mai 2012                          | Andy Cadiff   | Eric Zicklin                        |
| 18         | 8         | Der gekaufte Bräutigam       | LeBron is Le Gone                  | 9. März 2011         | 1. Juni 2012                          | Andy Cadiff   | Steve Joe                           |
| 19         | 9         | Seniorenteller               | Elka’s Snowbird                    | 16. März 2011        | 4. Juni 2012                          | David Trainer | Steve Skrovan                       |
| 20         | 10        | Im Westen was Neues          | Law & Elka                         | 23. März 2011        | 5. Juni 2012                          | David Trainer | Sam Johnson & Chris Marcil          |
| 21         | 11        | Wo ist Elka?                 | Where’s Elka?                      | 15. Juni 2011        | 6. Juni 2012                          | Andy Cadiff   | Suzanne Martin                      |
| 22         | 12        | Zwei Mütter und ein Sohn     | How I Met My Mother                | 22. Juni 2011        | 7. Juni 2012                          | Andy Cadiff   | Steve Joe                           |
| 23         | 13        | Am Geburtstag unzertrennlich | Unseparated at Birthdates          | 29. Juni 2011        | 8. Juni 2012                          | Andy Cadiff   | Rachel Sweet                        |
| 24         | 14        | Der Bandwettbewerb           | Battle of the Bands                | 6. Juli 2011         | 11. Juni 2012                         | Andy Cadiff   | Steve Skrovan                       |
| 25         | 15        | Miss Daisy und ihr Regisseur | Love Thy Neighbor                  | 13. Juli 2011        | 12. Juni 2012                         | Andy Cadiff   | Sam Johnson & Chris Marcil          |
| 26         | 16        | Dancing Queens               | Dancing Queens                     | 20. Juli 2011        | 13. Juni 2012                         | Andy Cadiff   | Eric Zicklin                        |
| 27         | 17        | Die Emmy-Show                | The Emmy Show                      | 27. Juli 2011        | 14. Juni 2012                         | David Trainer | Steve Joe                           |
| 28         | 18        | Erzfeinde                    | Arch Enemies                       | 3. Aug. 2011         | 15. Juni 2012                         | David Trainer | Rachel Sweet                        |
| 29         | 19        | —                            | Too Hot For TV                     | 10. Aug. 2011        | —                                     | —             | —                                   |
| 30         | 20        | In den Brunnen gefallen      | Indecent Proposals                 | 17. Aug. 2011        | 18. Juni 2012                         | Andy Cadiff   | Chuck Ranberg & Anne Flett-Giordano |
| 31         | 21        | Ganz in Schweiß              | Bridezelka                         | 24. Aug. 2011        | 19. Juni 2012                         | Andy Cadiff   | Suzanne Martin                      |
| 32         | 22        | Elkas Hochzeit               | Elka’s Wedding                     | 31. Aug. 2011        | 20. Juni 2012                         | David Trainer | Eric Zicklin                        |

## Staffel 3
Die Erstausstrahlung der dritten Staffel fand vom 30. November 2011 bis zum 6. Juni 2012 auf dem US-amerikanischen Fernsehsender TV Land statt. Die deutschsprachige Erstausstrahlung sendete der Sender Glitz* vom 30. Oktober bis zum 19. Dezember 2012.
| Nr. (ges.) | Nr. (St.) | Deutscher Titel                  | Originaltitel                                   | Erstausstrahlung USA | Deutschsprachige Erstausstrahlung (D) | Regie                      | Drehbuch                            |
| ---------- | --------- | -------------------------------- | ----------------------------------------------- | -------------------- | ------------------------------------- | -------------------------- | ----------------------------------- |
| 33         | 1         | Heiße Eisen                      | Elka’s Choice                                   | 30. Nov. 2011        | 30. Okt. 2012                         | David Trainer              | Anne Flett-Giordano & Chuck Ranberg |
| 34         | 2         | Eine Kreuzfahrt, die ist lustig… | Beards                                          | 7. Dez. 2011         | 31. Okt. 2012                         | David Trainer              | Sam Johnson & Chris Marcil          |
| 35         | 3         | Ein magisches Begräbnis          | Funeral Crashers                                | 14. Dez. 2011        | 1. Nov. 2012                          | David Trainer              | Steve Joe                           |
| 36         | 4         | Endlich schön                    | Happy Fat                                       | 21. Dez. 2011        | 2. Nov. 2012                          | David Trainer              | Eric Zicklin                        |
| 37         | 5         | Nicht ohne seine Mutter          | One Thing Or A Mother                           | 28. Dez. 2011        | 5. Nov. 2012                          | Joe Regalbuto              | Sebastian Jones                     |
| 38         | 6         | Aufs Dach gestiegen              | How Did You Guys Meet, Anyway?                  | 4. Jan. 2012         | 6. Nov. 2012                          | David Trainer              | Suzanne Martin                      |
| 39         | 7         | Zwei Frauen und ein Nashorn      | Two Girls And A Rhino                           | 11. Jan. 2012        | 7. Nov. 2012                          | David Trainer              | Rachel Sweet                        |
| 40         | 8         | Göttliche Elka                   | God And Football                                | 18. Jan. 2012        | 8. Nov. 2012                          | Andy Cadiff                | Alex Herschlag                      |
| 41         | 9         | Liebe ist blind                  | Love Is Blind                                   | 25. Jan. 2012        | 9. Nov. 2012                          | David Trainer              | Sam Johnson & Chris Marcil          |
| 42         | 10        | Finstere Absichten               | Life With Lucci                                 | 1. Feb. 2012         | 12. Nov. 2012                         | Andy Cadiff                | Chuck Ranberg & Anne Flett-Giordano |
| 43         | 11        | Altrocker und reife Mädchen      | I’m With The Band                               | 8. Feb. 2012         | 13. Nov. 2012                         | Andy Cadiff                | Steve Joe                           |
| 44         | 12        | Alte Liebe rostet doch           | Lost Loves                                      | 15. Feb. 2012        | 14. Nov. 2012                         | Andy Cadiff                | Eric Zicklin                        |
| 45         | 13        | Im Netz der Spinne               | Tangled Web                                     | 7. März 2012         | 18. Dez. 2012                         | Andy Cadiff                | Sam Johnson & Chris Marcil          |
| 46         | 14        | Heiß und schwer                  | Hot & Heavy                                     | 14. März 2012        | 19. Dez. 2012                         | Andy Cadiff                | Rachel Sweet                        |
| 47         | 15        | Alles nur aus Gummi              | Rubber Ball                                     | 21. März 2012        | 19. Nov. 2012                         | Andy Cadiff                | Sebastian Jones                     |
| 48         | 16        | Blutleere Vampire                | Everything Goes Better With Vampires            | 28. März 2012        | 7. Dez. 2012                          | Andy Cadiff                | Chuck Ranberg & Anne Flett-Giordano |
| 49         | 17        | Schweife und Bärte               | Claus, Tails & High Pitched Males: Birthdates 3 | 11. Apr. 2012        | 21. Nov. 2012                         | Andy Cadiff                | Vanessa McCarthy                    |
| 50         | 18        | Mörderische Schuhe               | Cruel Shoes                                     | 18. Apr. 2012        | 22. Nov. 2012                         | Andy Cadiff                | Sebastian Jones                     |
| 51         | 19        | Der heilige Stand der Trennung   | Bye George, I Think He’s Got It!                | 25. Apr. 2012        | 26. Dez. 2012                         | David Trainer              | Rachel Sweet                        |
| 52         | 20        | Die Zugangsfreundin              | The Gateway Friend                              | 2. Mai 2012          | 26. Nov. 2012                         | Andy Cadiff & Dennis Capps | Steve Joe                           |
| 53         | 21        | —                                | Some Like It Hot                                | 9. Mai 2012          | 27. Nov. 2012                         | —                          | —                                   |
| 54         | 22        | Die Lincoln-Affäre               | Storage Wars                                    | 16. Mai 2012         | 27. Nov. 2012                         | Andy Cadiff                | Sam Johnson & Chris Marcil          |
| 55         | 23        | Das Geheimnis hinter der Tür     | What’s Behind The Door?                         | 30. Mai 2012         | 28. Nov. 2012                         | Andy Cadiff                | Alex Herschlag                      |
| 56         | 24        | Föhnwellen                       | Blow Outs                                       | 6. Juni 2012         | 29. Nov. 2012                         | Andy Cadiff                | Sebastian Jones                     |

## Staffel 4
Die Erstausstrahlung der vierten Staffel war vom 28. November 2012 bis zum 4. September 2013 auf dem US-amerikanischen Fernsehsender TV Land zu sehen. Die deutschsprachige Erstausstrahlung sendete der deutsche Bezahlfernsehsender Glitz* vom 5. Februar bis zum 9. Juli 2014.
| Nr. (ges.) | Nr. (St.) | Deutscher Titel                  | Originaltitel                  | Erstausstrahlung USA | Deutschsprachige Erstausstrahlung (D) | Regie         | Drehbuch                            |
| ---------- | --------- | -------------------------------- | ------------------------------ | -------------------- | ------------------------------------- | ------------- | ----------------------------------- |
| 57         | 1         | Baby Wilbur                      | That Changes Everything        | 28. Nov. 2012        | 5. Feb. 2014                          | David Trainer | Rachel Sweet                        |
| 58         | 2         | Im falschen Licht                | A Midwinter Night’s Sex Comedy | 5. Dez. 2012         | 12. Feb. 2014                         | David Trainer | Steve Joe                           |
| 59         | 3         | Ganz großes Kino                 | Method Man                     | 12. Dez. 2012        | 19. Feb. 2014                         | David Trainer | Sebastian Jones                     |
| 60         | 4         | Reife Früchtchen                 | GILFS                          | 19. Dez. 2012        | 26. Feb. 2014                         | David Trainer | Sam Johnson & Chris Marcil          |
| 61         | 5         | Der Schlüsselhund                | A Box Full Of Puppies          | 26. Dez. 2012        | 5. März 2014                          | Dennis Capps  | Suzanne Martin                      |
| 62         | 6         | Star Trek-Fieber                 | Cleveland Fantasy Con          | 2. Jan. 2013         | 12. März 2014                         | Joe Regalbuto | Chuck Ranberg & Anne Flett-Giordano |
| 63         | 7         | Wer dünn sein will, muss essen   | Magic Diet Candy               | 9. Jan. 2013         | 26. März 2014                         | Joe Regalbuto | Sebastian Jones                     |
| 64         | 8         | Vor den Kulissen                 | Extras                         | 16. Jan. 2013        | 19. März 2014                         | Andy Cadiff   | Suzanne Martin                      |
| 65         | 9         | Der Fluch der alten Schachtel    | The Conversation               | 23. Jan. 2013        | 2. Apr. 2014                          | Andy Cadiff   | Steve Joe                           |
| 66         | 10        | Geheimnisse sind für alle da     | The Anger Games                | 30. Jan. 2013        | 9. Apr. 2014                          | Andy Cadiff   | Sam Johnson & Chris Marcil          |
| 67         | 11        | Mord in bester Gesellschaft      | Fast and Furious               | 6. Feb. 2013         | 16. Apr. 2014                         | Andy Cadiff   | Alex Herschlag                      |
| 68         | 12        | Elkas dunkle Machenschaften      | What Now, My Love?             | 13. Feb. 2013        | 23. Apr. 2014                         | David Trainer | Rachel Sweet                        |
| 69         | 13        | Sally aus Cincinnati             | It’s Alive                     | 19. Juni 2013        | 30. Apr. 2014                         | Andy Cadiff   | Joe Keenan                          |
| 70         | 14        | Canoga Falls                     | Canoga Falls                   | 26. Juni 2013        | 7. Mai 2014                           | Andy Cadiff   | Sebastian Jones                     |
| 71         | 15        | Dessert der Ringe                | The Proposal                   | 10. Juli 2013        | 14. Mai 2014                          | Andy Cadiff   | Chuck Ranberg & Anne Flett-Giordano |
| 72         | 16        | Die Honigfalle                   | Pony Up                        | 17. Juli 2013        | 21. Mai 2014                          | Andy Cadiff   | Jessica Wood & Jameson Lyons        |
| 73         | 17        | Puppentheater                    | No Glove, No Love              | 24. Juli 2013        | 28. Mai 2014                          | Andy Cadiff   | Alex Herschlag                      |
| 74         | 18        | Männerhände                      | The Fixer                      | 31. Juli 2013        | 4. Juni 2014                          | Andy Cadiff   | Chuck Ranberg & Anne Flett-Giordano |
| 75         | 19        | —                                | Look Who’s Hot Now             | 7. Aug. 2013         | —                                     | —             | —                                   |
| 76         | 20        | Bollywood in Cleveland           | Cleveland Indians              | 14. Aug. 2013        | 11. Juni 2014                         | Andy Cadiff   | Joe Keenan                          |
| 77         | 21        | Brennende Trauer                 | Corpse Bride                   | 21. Aug. 2013        | 18. Juni 2014                         | Andy Cadiff   | Lisa Slopey                         |
| 78         | 22        | Las Vegas in Cleveland           | All My Exes                    | 28. Aug. 2013        | 25. Juni 2014                         | Andy Cadiff   | Sam Johnson & Chris Marcil          |
| 79         | 23        | Durchdrungen von Liebe           | Love Is All Around             | 4. Sep. 2013         | 2. Juli 2014                          | Andy Cadiff   | Steve Joe                           |
| 80         | 24        | Der Mann, der spurlos verschwand | The Man That Got Away          | 4. Sep. 2013         | 9. Juli 2014                          | Andy Cadiff   | Rachel Sweet                        |

## Staffel 5
Die fünfte Staffel war vom 26. März bis zum 10. September 2014 auf TV Land zu sehen. Die deutschsprachige Erstausstrahlung sendete der deutsche Bezahlfernsehsender TNT Serie vom 6. Juni bis zum 25. Juli 2015.
| Nr. (ges.) | Nr. (St.) | Deutscher Titel                  | Originaltitel                         | Erstausstrahlung USA | Deutschsprachige Erstausstrahlung () | Regie          | Drehbuch                                  |
| ---------- | --------- | -------------------------------- | ------------------------------------- | -------------------- | ------------------------------------ | -------------- | ----------------------------------------- |
| 81         | 1         | Platz ist in der kleinsten Hütte | Stayin’ Alive                         | 26. März 2014        | 6. Juni 2015                         | Andy Cadiff    | Laura Solon                               |
| 82         | 2         | Überraschung!                    | Surprise!                             | 2. Apr. 2014         | 6. Juni 2015                         | Shelley Jensen | Sam Johnson & Chris Marcil                |
| 83         | 3         | Eine schrecklich nette Familie   | Dr. Who                               | 9. Apr. 2014         | 13. Juni 2015                        | Shelley Jenson | Aaron Shure                               |
| 84         | 4         | Begräbnis ohne Leiche            | The Undead                            | 16. Apr. 2014        | 13. Juni 2015                        | John Whitesell | Rachel Sweet                              |
| 85         | 5         | Baby On Board!                   | Elka Takes a Lover                    | 23. Apr. 2014        | 13. Juni 2015                        | John Whitesell | Laura Solon                               |
| 86         | 6         | Filmreifer Auftritt              | Rusty Banks Rides Again               | 30. Apr. 2014        | 20. Juni 2015                        | Andy Cadiff    | Sebastian Jones                           |
| 87         | 7         | Ein Hund namens Clooney          | The One with George Clooney           | 7. Mai 2014          | 20. Juni 2015                        | Andy Cadiff    | Suzanne Martin                            |
| 88         | 8         | Nick Logan aus Wyoming           | Brokeback Elka                        | 14. Mai 2014         | 20. Juni 2015                        | Andy Cadiff    | Laura Solon                               |
| 89         | 9         | Die mit den Hunden spricht       | Bad George Clooney                    | 4. Juni 2014         | 27. Juni 2015                        | Andy Cadiff    | Sebastian Jones                           |
| 90         | 10        | New York, New York               | Bucket: We’re Going to New York       | 11. Juni 2014        | 27. Juni 2015                        | Andy Cadiff    | Rachel Sweet                              |
| 91         | 11        | Die russische Braut              | Undercover Lovers                     | 18. Juni 2014        | 27. Juni 2015                        | Andy Cadiff    | Jessica Wood & Jameson Lyons              |
| 92         | 12        | Auf der Straße zum Ruhm          | I Just Met the Man I’m Going to Marry | 25. Juni 2014        | 4. Juli 2015                         | Andy Cadiff    | Aaron Shure                               |
| 93         | 13        | Ein Milliardär mit Geschmack     | People Feeding People                 | 2. Juli 2014         | 4. Juli 2015                         | Andy Cadiff    | Alex Herschlag                            |
| 94         | 14        | Im Geisterhaus                   | Murder House                          | 2. Juli 2014         | 4. Juli 2015                         | Andy Cadiff    | Suzanne Martin                            |
| 95         | 15        | Vorhang auf!                     | Playmates                             | 9. Juli 2014         | 11. Juli 2015                        | Andy Cadiff    | Aaron Shure                               |
| 96         | 16        | Auktion der Sinne                | Auction Heroes                        | 16. Juli 2014        | 11. Juli 2015                        | Anthony Rich   | Suzanne Martin                            |
| 97         | 17        | Die Honigfalle                   | Straight Outta Cleveland              | 23. Juli 2014        | 11. Juli 2015                        | Andy Cadiff    | Jessica Wood & Jameson Lyons              |
| 98         | 18        | —                                | The Animated Episode                  | 30. Juli 2014        | —                                    | Andy Cadiff    | Sam Johnson & Chris Marcil                |
| 99         | 19        | Die Wodka-Debatte                | Strange Bedfellows                    | 6. Aug. 2014         | 18. Juli 2015                        | Anthony Rich   | Rachel Sweet                              |
| 100        | 20        | Mamma Mia!                       | The Italian Job                       | 13. Aug. 2014        | 18. Juli 2015                        | John Whitesell | Sebastian Jones                           |
| 101        | 21        | ...und raus bist du!             | Mystery Date: Oscar Edition           | 20. Aug. 2014        | 18. Juli 2015                        | Andy Cadiff    | Alex Herschlag                            |
| 102        | 22        | Cleveland Rhapsody               | Win Win                               | 27. Aug. 2014        | 25. Juli 2015                        | Andy Cadiff    | Lisa Slopey                               |
| 103        | 23        | Don Elka                         | Don Elka                              | 3. Sep. 2014         | 25. Juli 2015                        | Andy Cadiff    | Sam Johnson & Chris Marcil                |
| 104        | 24        | Drei Männer und eine Rose        | The Bachelors                         | 10. Sep. 2014        | 25. Juli 2015                        | Andy Cadiff    | Jameson Lyons, Lisa Slopey & Jessica Wood |

## Staffel 6
Die sechste Staffel war vom 5. November 2014 bis zum 3. Juni 2015 auf TV Land zu sehen. Die deutschsprachige Erstausstrahlung sendete der deutsche Bezahlfernsehsender TNT Serie vom 20. Februar bis zum 9. April 2016.
| Nr. (ges.) | Nr. (St.) | Deutscher Titel                     | Originaltitel                            | Erstausstrahlung USA | Deutschsprachige Erstausstrahlung (—) | Regie           | Drehbuch                                                   |
| ---------- | --------- | ----------------------------------- | ---------------------------------------- | -------------------- | ------------------------------------- | --------------- | ---------------------------------------------------------- |
| 105        | 1         | Keine Hochzeit und ein Mitleidsfall | Comfort and Joy                          | 5. Nov. 2014         | 20. Feb. 2016                         | John Whitesell  | Rachel Sweet                                               |
| 106        | 2         | Angst und Schrecken in L.A.         | Fear and Loathing in Los Angeles         | 12. Nov. 2014        | 20. Feb. 2016                         | John Whitesell  | Michael A. Ross                                            |
| 107        | 3         | Die neue Joy                        | Bossy Cups                               | 19. Nov. 2014        | 20. Feb. 2016                         | Andy Cadiff     | Lisa Slopey                                                |
| 108        | 4         | Nackte Tatsachen                    | Naked and Afraid                         | 26. Nov. 2014        | 27. Feb. 2016                         | John Whitesell  | Sebastian Jones                                            |
| 109        | 5         | Das Salz im Ketchup                 | Tazed and Confused                       | 3. Dez. 2014         | 27. Feb. 2016                         | Andy Cadiff     | Jessica Wood                                               |
| 110        | 6         | Drei Kugeln Vanilleeis              | Out of Our Minds                         | 10. Dez. 2014        | 27. Feb. 2016                         | Peter Filsinger | Laura Solon                                                |
| 111        | 7         | Disco-Weihnachten                   | Cold in Cleveland: The Christmas Episode | 17. Dez. 2014        | 5. März 2016                          | Andy Cadiff     | Laura Solon                                                |
| 112        | 8         | Die Kunst der Manipulation          | The Young and the Restless               | 7. Jan. 2015         | 5. März 2016                          | Andy Cadiff     | Cheryl Holliday                                            |
| 113        | 9         | Die Schlussmacher                   | Bad Boys                                 | 14. Jan. 2015        | 5. März 2016                          | Andy Cadiff     | Cheryl Holliday                                            |
| 114        | 10        | Der Graf von Cleveland              | We Could Be Royals                       | 21. Jan. 2015        | 12. März 2016                         | Andy Cadiff     | Sam Johnson & Chris Marcil                                 |
| 115        | 11        | Joy und Joy                         | About a Joy                              | 28. Jan. 2015        | 12. März 2016                         | Peter Filsinger | Suzanne Martin                                             |
| 116        | 12        | Eine Hochzeit und ein Todesfall     | One Wedding and One Funeral              | 4. Feb. 2015         | 12. März 2016                         | Andy Cadiff     | Rachel Sweet                                               |
| 117        | 13        | Skandal!                            | Scandalous                               | 18. März 2015        | 19. März 2016                         | Phill Lewis     | Lisa Slopey                                                |
| 118        | 14        | Sehr entfernte Verwandte            | Family Affair                            | 25. März 2015        | 19. März 2016                         | Dennis Capps    | Alex Herschlag                                             |
| 119        | 15        | Voodoo-Bob                          | All Dolled Up                            | 1. Apr. 2015         | 19. März 2016                         | Andy Cadiff     | Jessica Wood                                               |
| 120        | 16        | Tatsächlich Liebe                   | Bad Girlfriends                          | 8. Apr. 2015         | 26. März 2016                         | Andy Cadiff     | Michael A. Ross                                            |
| 121        | 17        | Pelze und kalte Füße                | Duct Soup                                | 15. Apr. 2015        | 26. März 2016                         | Andy Cadiff     | Rachel Sweet                                               |
| 122        | 18        | Die Kalender Girls von Cleveland    | Cleveland Calendar Girls                 | 22. Apr. 2015        | 26. März 2016                         | Andy Cadiff     | Cheryl Holliday                                            |
| 123        | 19        | Küchen-Chaos                        | Kitchen Nightmare                        | 29. Apr. 2015        | 2. Apr. 2016                          | Andy Cadiff     | Sebastian Jones                                            |
| 124        | 20        | Zwei singende Großmütter            | All About Elka                           | 6. Mai 2015          | 2. Apr. 2016                          | Andy Cadiff     | Laura Solon                                                |
| 125        | 21        | Ein Bräutigam zum Verlieben         | Say Yes to the Mess                      | 20. Mai 2015         | 2. Apr. 2016                          | Andy Cadiff     | Steve Vitolo & Jessica Poter                               |
| 126        | 22        | —                                   | Hot in Cleveland: Hot Damn!              | 27. Mai 2015         | —                                     | —               | —                                                          |
| 127        | 23        | Nächste Ausfahrt Vegas              | Vegas Baby                               | 3. Juni 2015         | 9. Apr. 2016                          | Andy Cadiff     | Alex Herschlag, Sam Johnson, Chris Marcil & Suzanne Martin |
| 128        | 24        | Bye, bye Ladies!                    | I Hate Goodbyes                          | 3. Juni 2015         | 9. Apr. 2016                          | Andy Cadiff     | Alex Herschlag, Sam Johnson, Chris Marcil & Suzanne Martin |